# Mbave
Mbave, também grafada como Bave e Mbawe, é uma vila e comuna angolana que se localiza na província do Huambo, pertencente ao município de Chicala-Choloanga.